# Ida Cox
Ida Cox, geboren als Ida Prather (Toccoa, 25 februari 1896 - Knoxville, 10 november 1967), was een Amerikaanse blues- en jazz-zangeres.

## Carrière
Cox begon als vertolkster en zangeres in minstrel shows, wisselde daarna naar vaudeville en was begin jaren 1920 de ster van de Theater Owners Booking Association. Ze maakte macabere nummers bekend met namen zoals Monkey Man Blues, Death Letter Blues, Graveyard Bound Blues, maar ook Wild Woman Don't Have the Blues. Tussen 1923 en 1929 nam ze regelmatig op voor Paramount Records met onder andere de Blue Serenaders van Lovie Austin en de band van Fletcher Henderson. Vanaf 1927 werd ze begeleid door Jesse Crump, waarmee ze later trouwde.
In 1939 werd ze door John Hammond naar New York gehaald om op te treden in het Cafe Society, radioprogramma's te maken en platen op te nemen met Hot Lips Page. Hoogtepunt van deze marketingstrategie was haar optreden in Hammonds Spirituals-to-Swing-concert op 24 december 1939. Vervolgens was ze met de twee succesvolle shows Raising Cain! en Darktown Scandals op tournee, totdat ze in 1944 een beroerte kreeg. Daarvan was bij haar laatste, in 1961 opgenomen plaat met het kwintet van Coleman Hawkins, waartoe Roy Eldridge en Milt Hinton behoorden, niets van te bespeuren. Cox nam bovendien op met Charlie Christian, Lionel Hampton, J. C. Higginbotham, Jelly Roll Morton, Elmer Chambers en Tommy Ladnier.

## Overlijden
Ida Cox overleed in november 1967 op 71-jarige leeftijd.
- Bibsys: 7052547
- Biblioteca Nacional de España: XX1742155
- Bibliothèque nationale de France: cb139291825 (data)
- Gemeinsame Normdatei: 134351754
- International Standard Name Identifier: 0000 0001 0644 4313
- Library of Congress Control Number: no98009683
- MusicBrainz: 42710687-0eff-43d8-918b-9b907ed54946
- Nationale Bibliotheek van Israël: 987007345466405171
- Istituto Centrale per il Catalogo Unico: UBOV898278
- SNAC: w6ms559b
- Virtual International Authority File: 11272672